# Costa Serina
Costa Serina település Olaszországban, Lombardia régióban, Bergamo megyében. Lakosainak száma 879 fő (2023. január 1.). Costa Serina Gazzaniga, Vertova, Aviatico, Bracca, Algua, Zogno, Cornalba és Serina községekkel határos.

## Népesség
A település lakossága az elmúlt években az alábbi módon változott:
| Lakosok száma | 918  | 912  | 879  |
|               | 2017 | 2018 | 2023 |